# Joan Prim i Segarra
Joan Prim i Segarra (Verdú, Urgell, 3 de desembre de 1628 - Verdú, 17 d'octubre de 1692) va ser un compositor i organista català.
Fou el vuitè dels dotze fills de Joan Prim i Farré i Elisabet Segarra. Al "Fons Verdú" podem trobar quasi una vintena de partitures i quasi trenta particel·les d'aquest autor. Això es deu al fet que durant uns 42 anys va ocupar les funcions presbiterals i musicals a l'església parroquial de Verdú. Sabem que les primeres dades musicals se situen entorn de l'any 1647 (a l'edat de 19 anys) i les dades com a organista es troben cap a l'any 1650 i 1658. No es troben més dades fins al 1663 quan torna a aparèixer com a organista. El 8 d'octubre de 1671 va passar a ser rector i vicari perpetu de la parròquia, això comportava que havia de portar l'administració econòmica del temple i de la comunitat. Tot i que aquest nou càrrec li comportava deixar de ser organista, va aparèixer com a organista als anys 1672 i 1679.

## Obres

### Partitures
1. Ave Regina Caelorum, Antífona a 5 veus.
2. Regina Caeli, Antífona a 5 veus.
3. Regina Caeli, Antífona a 5 veus.
4. Salve Regina, Antífona a 5 veus.
5. Nunc Dimitis, Càntic de Completes a 5 veus.
6. Fratres, Leccio Brevis de Completes a 5 veus.
7. Missa a 5 veus.
8. Missa a 5 veus, 6è to.
9. In die Sancto Pentecostes (Cum complerentur dies), Motet a 5 veus.
10. Cum invocarem, Salm de Completes a 5 veus.
11. Cum invocarem, Salm de Completes a 5 veus.
12. Ecce Nunc, Salm de Completes a 5 veus.
13. Ecce Nunc, Salm de Completes a 5 veus.
14. In te Domine, Salm de Completes a 5 veus.
15. Dixit Dominus, Salm de Vespres a 5 veus.
16. Magnificat a 5 veus.
17. Domine ad adjuvandum, Salm de Completes a 5 veus.
18. Laetatus sum, Salm de Vespres a 5 veus.
19. Te Deum, Himne a 5 veus.

### Particel·les
1. Alma Redemptoris Mater, Antífona a 5 veus.
2. Alma Redemptoris Mater, Antífona a 5 veus (incompleta).
3. Regina Caeli, Antífona a 5 veus.
4. Regina Caeli, Antífona a 9 veus (incompleta).
5. Salve Regina, Antífona a 5 veus.
6. Dixit Dominus, Laetatus sum Salm de Vespres.
7. Magnificat (només es conserva l'orgue).
8. Fratres, Lectio de Completes a 8 veus.
9. Ego sum panis (incompleta).
10. Gloria (només es conserva el baix).
11. Goig a Sant Flavià a 8 veus.
12. Letania a la Verge a 5 veus
13. Miserere, a 5 veus
14. Missa, a 5 veus (incompleta)
15. Missa, a 5 veus, 6è to (incompleta)
16. Missa, a 9 veus (incompleta)
17. Passio Domini nostri (incompleta)
18. In justitia tua, Salm a 8 veus (incompleta)
19. Salm i Magnificat, a 5 veus (incompleta)
20. Ay tiempos descorteses, Villancet a 5 veus (incompleta)
21. Para Vos, Villancet a 5 veus (incompleta)
22. Salga la gente de guerra, Villancet a 5 veus
23. Moradores de Belén, Villancet a 6 veus (incompleta)
24. Ay pecador divertido, Villancet a 5 veus
25. Zagalejo bailar, Villancet a 5 veus (incompleta)